# Lycophidion pygmaeum
Lycophidion pygmaeum – endemiczny gatunek niewielkiego, jajorodnego, niejadowitego węża należącego do rodziny Lamprophiidae.
Osobniki tego gatunku osiągają rozmiary od 20 do 25 centymetrów. Najdłuższa zanotowana samica mierzyła 26,2 centymetra, samiec zaś 19,7 centymetra.
Ciało jest barwy od szaro-niebieskiej do purpurowo-brązowej. Samica w lecie składa 3 do 4 jaj. Młode węże po wykluciu się mierzą 10–11 cm długości.
Występuje endemicznie w prowincji KwaZulu-Natal na wschodnim wybrzeżu Republiki Południowej Afryki oraz na przyległym obszarze południowego Mozambiku.